# Wasserreservoir Langhecker Straße 6 (Niederbrechen)

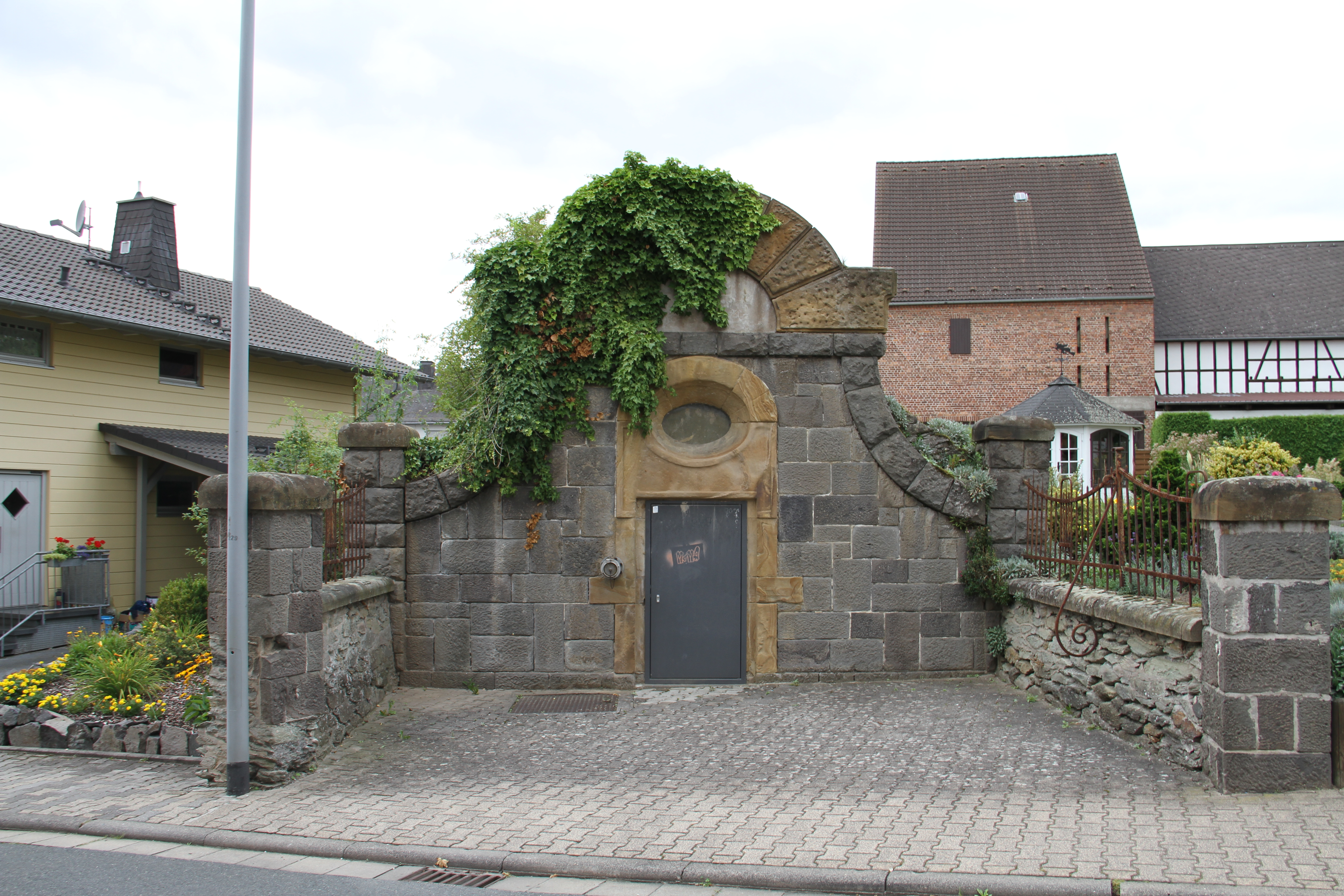
Wasserreservoir Langhecker Straße 6 in Niederbrechen

Das Wasserreservoir Langhecker Straße 6 in Niederbrechen, einem Ortsteil der Gemeinde Brechen im mittelhessischen Landkreis Limburg-Weilburg, wurde 1909 errichtet. Das Wasserreservoir ist ein geschütztes Kulturdenkmal.
Der Steinquaderbau wird von einem Rundgiebel mit Bossenrustika abgeschlossen. Der Bau nimmt auf die Form einer Grottenarchitektur Bezug.
Die Mauerfassung mit schmiedeeisernem Zaun an der Straße wurde beseitigt.